# Iwan Rückman
Iwan Rückman, Iwan Rikman, ros. Иван Севастьянович Рикман (ur. ?, zm. 1806) – rosyjski urzędnik konsularny i dyplomata, wysoki urzędnik państwowy.

## Życiorys
Radca stanu (od 24 stycznia 1803). Urodził się w połowie XVIII w. i był synem pochodzącego z Saksonii chirurga w petersburskiej policji Sebastiana Rickmana (1710-1763). Iwan Rückman był w służbie od 1763, od maja 1771 tłumaczem w Kolegium Spraw Zagranicznych (Коллегия иностранных дел), Chargé d’affaires w poselstwie w Madrycie (1971-1773), Chargé d’affaires (1776-1780) oraz konsulem generalnym w Sztokholmie (1783-1787).
Poseł rosyjski i przełożony Rikmana Iwan Simolin w czasie trwania obrad riksdagu (1778-1779) i poseł duński Christian Fredrik von Gyldencrone wspólnie przygotowywali konspiracje malkontentów, którzy mieliby przeciwstawić się próbom wzmocnienia władzy królewskiej jaki przedsiębrał Gustaw III i którzy zwróciliby się do Rosji i Danii o przywrócenie konstytucji demokratycznej z 1720 (jaka obowiązywała w tzw. Erze wolności (1718-1772)). Miało to dać Danii i Rosji pretekst do inwazji Szwecji. Axel von Fersen zagadywany przez Rosjan i Duńczyków i zachęcany do udziału w konspiracji nie tylko odmówił, lecz wydał konspiratorów. Simolin został odwołany do Rosji, by nie rozdrażniać rządu Gustawa III. Iwan Rückman jako następca Simolina dostał polecenie nie mieszać się w szwedzką politykę, lecz jedynie obserwować poczynania króla i rządu szwedzkiego.
W latach 1787–1790 pełnił funkcję ministra-rezydenta w Gdańsku, w 1790–1795 ministra pełnomocnego w Mitawie, w 1801-1804 gubernatora guberni nowogrodzkiej, w 1804–1806 – guberni wileńskiej.